# 矢部昌暉
矢部 昌暉（やべ まさき、1998年1月9日 - ）は、日本の俳優、元子役、音楽家、モデル。東京都出身。スターダストプロモーション制作3部所属。ダンスロックバンド・DISH//のメンバーである。妻はタレント、女優の長月翠。

## 略歴
2008年に芸能界で仕事を始める。
2010年から2年間、NHK教育『天才てれびくんシリーズ』にてれび戦士として出演し、卒業後の2014年2月に『大!天才てれびくん』で大!天才てれびくん歴代戦士22人で5分間に付箋を674枚貼りギネス世界記録に認定される。
2011年に、スターダストプロモーションの男性俳優で構成されるユニットEBiDANに加入し、12月25日にDISH//を結成する。
2013年6月に、DISH//の4枚目のシングル「I Can Hear」でメジャーデビューする。
2016年4月から、明治大学で学ぶ。
2022年8月20日、21日に行われたEBiDAN THE LIVEをもってEBiDANを卒業した。
2023年11月9日、タレント、女優の長月翠と結婚したこと、長月が第1子を妊娠していることを併せて発表した。2024年5月31日に第1子の誕生を発表した。
2024年7月、体調不良により活動休止。11月、活動再開。

## 交流
- 仲の良い俳優は松岡広大と木津つばさ。
- 松岡とは高校の同級生で、DISH//のメンバーで同学年の北村匠海と3人で常に昼食を食べていた。

## 出演
個人活動のみ記載。

### バラエティ
- ピラメキーノ「子役6人恋物語」（2009年12月14日 - 21日、テレビ東京）
- 天才てれびくんMAX / 大!天才てれびくん（2010年 - 2012年、NHK教育） - てれび戦士

### テレビドラマ
- 東京少女 岡本あずさ「絆」（2008年11月22日・29日、BS-i）
- 夢の見つけ方教えたる!2（2010年3月13日、フジテレビ） - 守屋謙次郎 役
- オトナ女子（2015年10月15日 - 12月17日、フジテレビ） - 坂田碧 役[7]
- FAKE MOTION -卓球の王将-（2020年4月9日 - 5月28日、日本テレビ） - 沖田彩 役[8]
- 絶対BLになる世界VS絶対BLになりたくない男（2021年3月27日、 テレ朝チャンネル1）- 亮太 役
- 天才てれびくんhello,（2021年6月7日 - 9日、NHK Eテレ）- 成島悠介役
- 絶対BLになる世界VS絶対BLになりたくない男2（2022年3月2日、テレ朝チャンネル1）- 亮太 役
- とりあえずカンパイしませんか?（2023年3月9日 、テレビ東京）- 新田守男 役[9]
- クールドジ男子 第8話（2023年6月3日、テレビ東京） - 灰原 役[10]

### 配信ドラマ
- FAKE MOTION -湯けむり温泉卓球事件簿-（2020年5月28日 - 6月11日、Hulu） - 沖田 彩 役
- クールな先輩とハツコイ模様（2021年11月5日 - 2022年1月7日、Spotify、オーディオドラマ） - 安藤叶多 役[11]

### 映画
- 恋と嘘（2017年） - 新郎 役
- あの空の向こうに（2018年）[12] - 洋斗 役
- あの空の向こうに～夏雲～（2018年）[13] - 洋斗 役
- あの空の向こうに～海風～（2019年） - 洋斗 役

### ミュージック・ビデオ
- ときめき宣伝部「すきっ」（2018年）

### ラジオ
- ラジオペ！〜こちら青山オペレッタ広報部〜 放送開始記念 特別番組（ABCラジオ、2020年10月3日） - 長衛輝夜（声）役[14]
- ラジオペ！〜こちら青山オペレッタ広報部〜（ABCラジオ、2020年10月10日 - 毎週土曜日 週替わりレギュラー） - 長衛輝夜（声）役

### 舞台
※主演は役名を太字で表記。
- 朗読劇「僕とあいつの関ヶ原」（2016年7月7日 - 9日、銀河劇場）[15] - 青竹チーム
- 池袋ウエストゲートパーク Song and Dance（2017年12月23日 - 2018年1月21日、東京芸術劇場 シアターウエスト/兵庫県立芸術文化センター）[16] - 尾崎京一 役
- 暁のヨナ〜緋色の宿命編〜（2018年11月15日 - 25日、EXシアター六本木）[17] - ハク 役 ※生駒里奈とW主演
- 悪魔と天使（2019年1月 - 3月、KAAT神奈川芸術劇場/梅田芸術劇場/御園座）[18][19] - 新山徹 役 ※1木全寛幸とWキャスト ※2神奈川公演のみ出演
- 9でカタがつく（2019年3月13日 - 17日、新宿村LIVE）[20] - 近田チヒロ 役
- 劇団アニメ座ハイブリッド〜舞台の鼓動は愛〜（2019年7月24日 - 28日、CBGKシブゲキ!!）[21] - 竹虎丸 役
- 音楽朗読劇「ヘブンズ・レコード〜青空篇〜」2019（2019年9月12日 - 29日、よみうりホール/神戸新聞松方ホール）[22] 第3話 - 島崎 役 ※中村嘉惟人とWキャスト
- 暁のヨナ〜烽火の祈り編〜（2019年11月16日 - 23日、EXシアター六本木）[23][24] - ハク 役 ※生駒里奈とW主演
- イケメン源氏伝 あやかし恋えにし 〜義経ノ章〜（2020年2月14日 - 20日、三越劇場）[25] - 源義経 役
- ポンコツ武将列伝〜隣の城のアイツ〜（2020年3月11日 - 15日、CBGKシブゲキ!!） - 伊達成実 役 ※新型コロナウイルス感染拡大を防ぐ為公演中止。[26]
- 舞台 剣が君 - 残桜の舞 -（2020年7月8日 - 12日、シアター1010）[27] - 九十九丸 役
- 朗読劇「私立探偵 濱マイク」-我が人生最悪の時-（2021年2月17日 - 23日、ヒューリックホール東京）[28] - 星野光 役 ※志村玲於とWキャスト
- FAKE MOTION 2021 SS LIVE SHOW（2021年3月25日 - 26日、東京ガーデンシアター） - 沖田 彩 役
- 青山オペレッタ THE STAGE（2021年4月22日 - 25日、渋谷区文化総合センター大和田 さくらホール）[29] - 長衛輝夜 役
- 天才てれびくん the STAGE 〜バック・トゥ・ザ・ジャングル〜（2021年6月19日 - 26日、渋谷区文化総合センター大和田 さくらホール / 7月10日 - 11日、 COOL JAPAN PARK OSAKA WWホール） - 矢部昌暉 役
- ミュージカル『ジェイミー』（2021年8月 - 9月、東京建物 Brillia HALL他）- ディーン・パクストン 役　※佐藤流司とWキャスト
- 青山オペレッタ THE STAGE（2021年10月9日 - 12日、渋谷区文化総合センター大和田 さくらホール） - 長衛輝夜 役
- マーダーミステリーシアター「裏切りの晩餐」（2021年12月15日、配信） - 近藤篤志 役[30]
- 不安の倒し方について（2022年3月17日 - 27日、新宿シアタートップス）[31]
- NIGHT HEAD 2041-THE STAGE-（2022年7月1日 - 10日、東京ドームシティ シアターGロッソ） - TEAM BLACK・黒木ユウヤ 役[32]
- イケメンシリーズ THE STAGE〜世界を駆けて、祝祭を〜（2022年9月24日 - 28日、シアター1010） - 源義経 役（声の出演）[33]
- 青山オペレッタ THE STAGE 〜2周年記念スペシャル・レヴューショー〜（2022年10月28日 - 31日、シアター1010） - 長衛輝夜 役
- 朗読劇「妖琦庵夜話 その探偵、人にあらず」（2022年11月5日・6日、幕張国際研修センター シンポジウムホール） - 青目甲斐児 役
- 舞台「私立探偵 濱マイク-我が人生最悪の時-」（2022年12月15日 - 18日、サンシャイン劇場 / 29日・30日、森ノ宮ピロティホール） - 星野 役 ※宮本弘佑とWキャスト
  - 舞台「私立探偵 濱マイク-遥かな時代の階段を-」（2025年2月6日 - 11日、サンシャイン劇場 / 2月15日・16日、COOL JAPAN PARK OSAKA TTホール / 2月22日・23日、ウインクあいち） - 星野 役[34]
- 風が強く吹いている（2023年1月18日 - 22日、シアター1010）[35]
- 七人のおたく cult seven THE STAGE（2023年3月4日 - 12日、紀伊國屋サザンシアター TAKASHIMAYA / 18日・19日、サンケイホールブリーゼ） - 国城春夫 役[36]
- ロミオとジュリエット（2023年9月13日 - 10月29日、有楽町よみうりホール 他） - ベンヴォーリオ 役[37]
- 舞台「蒼穹の王」（2024年2月24日 - 28日、IMAホール） - 主演[38]
- 木ノ下歌舞伎「三人吉三廓初買」（2024年9月15日 - 29日、東京芸術劇場 プレイハウス / 10月5日・6日、まつもと市民芸術館 主ホール / 10月13日、三重県文化会館 中ホール / 10月19日・20日、兵庫県立芸術文化センター 阪急中ホール） - お嬢吉三 役[39][40]
- TARKIE〜伝説の女たち〜（2025年3月24日 - 30日、よみうりホール）[41]

## 書籍

### 写真集
- 矢部昌暉 FIRST PHOTOBOOK『chrysoprase』（2021年11月25日）
- 北村匠海＆矢部昌暉デジタル写真集 僕らの旅。（2022年3月4日、主婦と生活社）ISBN 978-4-391-20326-4

### 雑誌
- nicola（新潮社） - メンズモデル
- OCEANS 10月号 -連載企画「喜怒哀楽座」

## 作品

### ドラマCD
| 発売日        | タイトル                                      | 規格 | 規格品番   | 備考            |
| ------------- | --------------------------------------------- | ---- | ---------- | --------------- |
| 2021年1月27日 | 「青山オペレッタ」 チームソング＆ドラマ Vol.1 | CD   | XNCY-00001 | 長衛輝夜(声) 役 |
| 2021年1月27日 | 「青山オペレッタ」 チームソング＆ドラマ Vol.2 | CD   | XNCY-00002 | 長衛輝夜(声) 役 |

### 作曲

#### DISH//
- 「マチネソワレ」作曲